# معتمدية ساقية الدائر
معتمدية ساقية الدائر إحدى معتمديات الجمهورية التونسية، تابعة لولاية صفاقس.تقع على بعد 7 كم شمال صفاقس و تضم مجموعة من الأحياء : مركز السبعي،مركز كعنيش،مركز الخيرية،بدارنا،السلطنية،سيدي منصور، مدينة بورقيبة

### مواضيع ذات علاقة
- ولاية صفاقس.